# Donacoscaptes marcella
Donacoscaptes marcella là một loài bướm đêm trong họ Crambidae.